# Yumi Nu
Yumi Nu (Englewood (New Jersey), 23 september 1996) is een Amerikaans model en singer-songwriter. Ze verscheen in 2022 als eerste plussize model van Aziatische afkomst op de cover van de Sports Illustrated Swimsuit Issue.

## Jeugd
Nu is de dochter van het model en therapeut Kara Grace Noteboom, kleindochter van Rocky Aoki, de oprichter van restaurantketen Benihana, en nicht van actrice Devon Aoki en dj Steve Aoki. Ze is Amerikaanse, van Japanse en Nederlandse afkomst. 
Nu's familie verhuisde van New Jersey naar Maryland toen ze zeven jaar oud was. Ze deelde ervaringen uit haar jeugd in Maryland, waar weinig mensen van Aziatische afkomst woonden en ze om haar etniciteit gepest werd; ze leerde weinig over de Aziatische cultuur - die ze pas op latere leeftijd omarmde. Toen ze 14 jaar oud was, verhuisde haar familie naar Newport Beach, Californië.

## Carrière
Nu begon met modellenwerk in 2010. Ze begon op 12-jarige leeftijd met songwriting en schreef haar eerste nummer in 2016. Ze bracht in juni 2019 een extended play (EP) uit en is verbonden aan het platenlabel van haar oom, Dim Mak Records.
Nu creëerde Blueki, een kledinglijn voor grote maten. Ze stond op de cover van de Amerikaanse en Japanse edities van Vogue in 2021, en verscheen ook in de Britse Vogue. Ze maakte haar debuut in het jaarlijkse badpaknummer (swimsuit edition) van Sports Illustrated in 2021 als eerste Aziatische plussizemodel. In 2022 was stond ze model voor de cover van het badpaknummer en bracht ze haar tweede EP, Hajime, uit in mei 2022.   In mei 2022 werd ze uitgenodigd voor de viering van Asian American and Pacific Islander Heritage Month door het Witte Huis. 

## Privéleven
Nu woont in Silver Lake, Los Angeles. Nu's jongere zus, Natalie Nootenboom, is ook een model.